# スール海峡

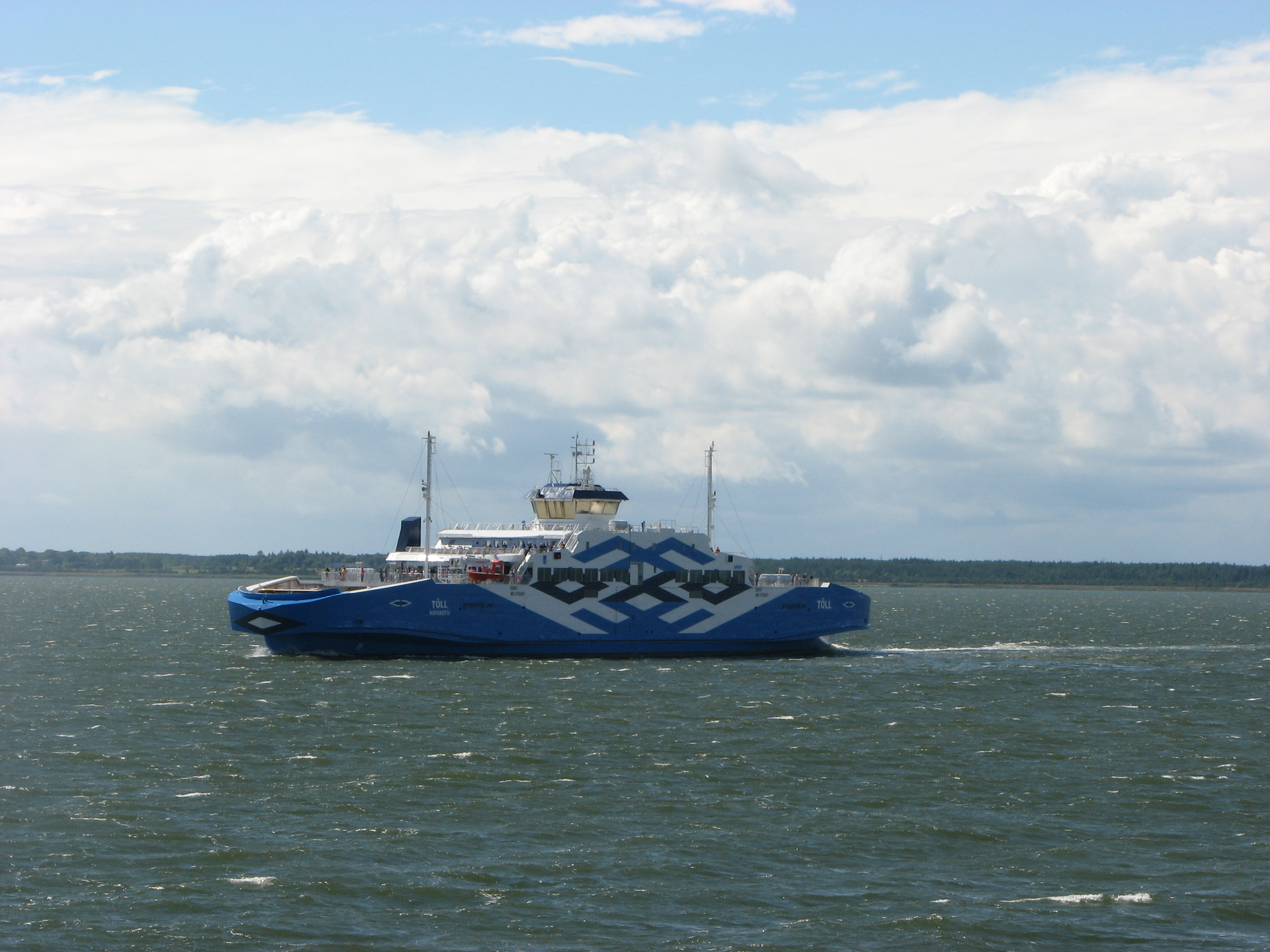
海峡のヴィルツ-クイヴァストゥ水道

スール海峡（エストニア語：Suur väin）は、エストニアとムフ島の間にある海峡。 この海峡はヴァイナメリ海とリガ湾を結ぶ。
海峡にはいくつかの小島が存在する。海峡の最大深度は24mで、ヴァイナメリ海で最も深い場所である。クィヴァストゥ港はスール海峡に位置していまる。海峡を越えてヴィルツ-クイヴァストゥ水道が通っている。
2020年現在、エストニア経済省はスール海峡に橋またはトンネルの建設が可能かを査定している。